# السعودية في كأس آسيا 2007
شارك المنتخب السّعُوديّ في بطولة كأس آسيا 2007 والتي أُجريت لأول مرة في أربعة دول، هي: أندونيسيا وماليزيا وفيتنام وتايلاند.
بعد صدمة النسخة السابقة، التي انتهت بالإقصاء من دور المجموعات، وصل المنتخب السعودي في هذه البطولة إلى النهائي. لكنّه خسر أمام المنتخب العراقي بهدف نظيف سجّلهُ يونس محمود.

## التصفيات
وقع المنتخب السعودي في المجموعة الأولى رفقة كل من اليابان والهند واليمن. تأهل السعوديون مع اليابانيين إلى البطولة.

## التحضيرات
أجرى المنتخب السعودي أربع مباريات ودية استعدادا للبطولة، منها ثلاثة خلال تربّصه في سنغفورة.
| السعودية | 2–0 | الإمارات العربية المتحدة |
| -------- | --- | ------------------------ |
|          |     |                          |

| السعودية | 2–1 | سنغافورة |
| -------- | --- | -------- |
|          |     |          |

| السعودية | 1–1 | عمان |
| -------- | --- | ---- |
|          |     |      |

| السعودية | 1–1 | كوريا الشمالية |
| -------- | --- | -------------- |
|          |     |                |

## مرحلة المجمُوعات
وقع المتتخب لسعودي في المجموعة الثالثة إلى جانب كوريا الجنوبية والبحرين وإندونيسيا.
|   | المنتخب        | نقاط | لعب | ف | ت | خ | له | عليه | ف.أ |
| - | -------------- | ---- | --- | - | - | - | -- | ---- | --- |
| 1 | السعودية       | 7    | 3   | 2 | 1 | 0 | 7  | 2    | +5  |
| 2 | كوريا الجنوبية | 4    | 3   | 1 | 1 | 1 | 3  | 3    | 0   |
| 3 | إندونيسيا      | 3    | 3   | 1 | 0 | 2 | 3  | 4    | -1  |
| 4 | البحرين        | 3    | 3   | 1 | 0 | 2 | 3  | 7    | -4  |

| 10 يوليو 2007 | إندونيسيا      | 2 | 1 | البحرين        |
| 11 يوليو 2007 | السعودية       | 1 | 1 | كوريا الجنوبية |
| 14 يوليو 2007 | السعودية       | 2 | 1 | إندونيسيا      |
| 15 يوليو 2007 | كوريا الجنوبية | 1 | 2 | البحرين        |
| 18 يوليو 2007 | كوريا الجنوبية | 1 | 0 | إندونيسيا      |
| 18 يوليو 2007 | السعودية       | 4 | 0 | البحرين        |

### السعُودية ضد كوريا الجنوبية
| السعودية                    | 1–1 | كوريا الجنوبية    |
| --------------------------- | --- | ----------------- |
| ياسر القحطاني 77' ركلة جزاء |     | تشوي سونغ كوك 66' |

### السّعُودية ضد إندونيسيا
| السعودية                            | 2–1 | إندونيسيا      |
| ----------------------------------- | --- | -------------- |
| ياسر القحطاني 12' · سعد الحارثي 90' |     | إيلي أيبوي 17' |

### السعُودية ضد البحرين
| السعودية                                                          | 4–0 | البحرين |
| ----------------------------------------------------------------- | --- | ------- |
| أحمد الموسى 18' · عبد الرحمن القحطاني 45' · تيسير الجاسم 68'، 80' |     |         |

## مرحلة خُروج المغلُوب

### ربع النهائي

#### السعودية ضد أورزبكستان
| السعودية                           | 2–1 | أوزبكستان        |
| ---------------------------------- | --- | ---------------- |
| ياسر القحطاني 3' · أحمد الموسى 75' |     | بافل سولومين 81' |

### نصف النهائي

#### السعودية ضد اليابان
| السعودية                               | 3–2 | اليابان                          |
| -------------------------------------- | --- | -------------------------------- |
| ياسر القحطاني 35' · مالك معاذ 47'، 57' |     | يوجي ناكازاوا 37' · يوكي آبي 53' |

### النهائي

#### السعودية ضد العراق
| السعودية | 0–1 | العراق         |
| -------- | --- | -------------- |
|          |     | يونس محمود 72' |

## مَرَاجِع
1. ↑  "مباريات كأس أمم آسيا 2007 على موقع مؤسسة إحصاءات وثيقة لرياضة كرة القدم". RSSSF.com. مؤرشف من الأصل في 2020-04-30. اطلع عليه بتاريخ أغسطس 2020. {{استشهاد ويب}}: تحقق من التاريخ في: |تاريخ الوصول= (مساعدة)